# NGC 389
NGC 389 је лентикуларна галаксија у сазвежђу Андромеда која се налази на NGC листи објеката дубоког неба.
Деклинација објекта је + 39° 41' 42" а ректасцензија 1h 8m 29,8s. Привидна величина (магнитуда) објекта NGC 389 износи 14,0 а фотографска магнитуда 14,9. NGC 389 је још познат и под ознакама UGC 703, MCG 6-3-14, CGCG 520-17, PGC 4054.